# Konnovo
Konnovo (en rus: Конново) és un poble de l'óblast de Vladímir, a Rússia, segons el cens del 2010 tenia 17 habitants. Pertany al districte municipal de Sóbinka.